# Bayzak

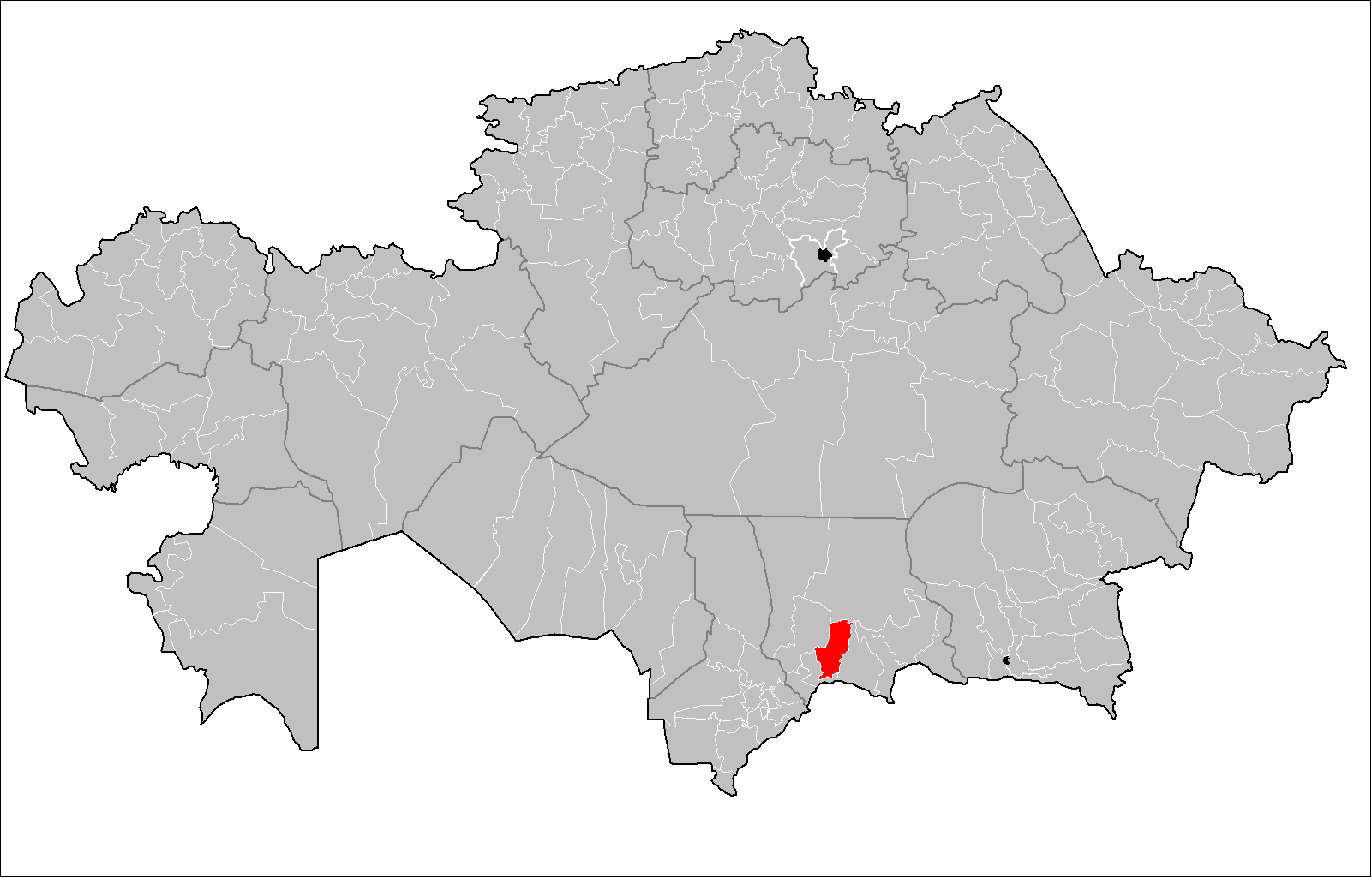
Ubicación del distrito en mapa nacional

Bayzak (en kazajo Байзақ ауданы) es uno de los 10 distritos en los que se divide la provincia de Jambyl, Kazajistán.

## Población
Según el censo de 1999, el distrito tenía 68 719 habitantes. En el censo de 2009 se registró una población total de 82 784 habitantes.